# Thomas Ravelli
Thomas Ravelli (Vimmerby, 13 agosto 1959) è un ex calciatore svedese, di ruolo portiere.

## Biografia
Nato in una famiglia di ascendenze austriache e italiane, ha giocato come portiere negli anni ottanta e novanta. Anche suo fratello gemello Andreas è stato un calciatore professionista, nel ruolo di difensore.

## Carriera

### Club
Il suo interesse per il calcio cominciò ad Åtvidaberg, quando insieme al fratello iniziò ad accompagnare agli allenamenti il padre Peter, medico della squadra cittadina.
Debuttò a 17 anni in Coppa UEFA contro gli scozzesi dell'Hibernian: all'epoca egli era il terzo portiere dell'Öster, ma sia Göran Hagberg che Bengt-Åke Karlsson si infortunarono e così il tecnico Gunnar Nordahl lo schierò titolare per l'occasione. Nel 1978 venne promosso in prima squadra, con i rossoblu che quell'anno vinsero il titolo nazionale, ma non avendo mai giocato non è stato poi accreditato nella rosa vincitrice del torneo. Il suo debutto in Allsvenskan arrivò durante l'anno seguente. Ravelli vinse a tutti gli effetti i suoi primi due titoli nazionali nel 1980 e nel 1981. Sempre nel 1981 venne eletto vincitore del Guldbollen, il premio per il miglior giocatore svedese dell'anno. All'Öster rimase fino al termine della stagione 1988.
A partire dal 1989, infatti, difese la porta dell'IFK Göteborg, andando a raggiungere il fratello Andreas che aveva fatto lo stesso percorso l'anno prima. Con i biancoblu Thomas Ravelli ebbe 9 anni ricchi di successi, durante i quali aggiunse al proprio palmarès una Coppa di Svezia e sei titoli nazionali, i quali – sommati ai due già vinti in precedenza con l'Öster – lo resero il giocatore con più campionati vinti nella storia del calcio svedese. Durante il suo ultimo anno di permanenza all'IFK Göteborg diventò anche primatista di partite giocate in Allsvenskan, con 416 presenze (venendo però superato nel giugno 2001 da Sven Andersson). Oltre a ciò, mantenne la porta inviolata in 168 partite di Allsvenskan, altro record personale.
Nel 1998 volò negli Stati Uniti per una parentesi in MLS con i Tampa Bay Mutiny durata un anno. Chiuse poi la carriera giocando 8 partite nella seconda serie svedese con l'Öster, la squadra con cui aveva esordito ad inizio carriera.

### Nazionale
Il suo esordio in Nazionale avvenne il 15 febbraio del 1981, in occasione di Finlandia-Svezia 2-1. Successivamente mantenne il posto di portiere titolare, arrivando a disputare i campionati mondiali di Italia '90, gli europei di Svezia '92, ed i campionati mondiali di USA '94, dove la Svezia concluse al terzo posto con la medaglia di bronzo. Proprio nel 1994, nel quarto di finale contro la Romania vinto ai rigori, Ravelli risultò determinante parando due tiri dal dischetto, tra cui quello che sancì il passaggio del turno.
Per anni è stato il giocatore svedese col maggior numero di apparizioni in nazionale, con 143 presenze: oggi è al secondo posto di questa graduatoria, dietro ad Anders Svensson che ne conta 148.

## Statistiche

### Cronologia presenze e reti in nazionale
| Cronologia completa delle presenze e delle reti in nazionale ― Svezia | Cronologia completa delle presenze e delle reti in nazionale ― Svezia | Cronologia completa delle presenze e delle reti in nazionale ― Svezia | Cronologia completa delle presenze e delle reti in nazionale ― Svezia | Cronologia completa delle presenze e delle reti in nazionale ― Svezia | Cronologia completa delle presenze e delle reti in nazionale ― Svezia | Cronologia completa delle presenze e delle reti in nazionale ― Svezia | Cronologia completa delle presenze e delle reti in nazionale ― Svezia |
| Data                                                                  | Città                                                                 | In casa                                                               | Risultato                                                             | Ospiti                                                                | Competizione                                                          | Reti                                                                  | Note                                                                  |
| --------------------------------------------------------------------- | --------------------------------------------------------------------- | --------------------------------------------------------------------- | --------------------------------------------------------------------- | --------------------------------------------------------------------- | --------------------------------------------------------------------- | --------------------------------------------------------------------- | --------------------------------------------------------------------- |
| 1-3-1981                                                              | Lahti                                                                 | Finlandia                                                             | 2 – 1                                                                 | Svezia                                                                | Lahti Cup 1981                                                        | -2                                                                    |                                                                       |
| 14-5-1981                                                             | Malmö                                                                 | Svezia                                                                | 1 – 2                                                                 | Danimarca                                                             | Nordisk Mesterskap 1981-1985                                          | -2                                                                    |                                                                       |
| 3-6-1981                                                              | Solna                                                                 | Svezia                                                                | 1 – 0                                                                 | Irlanda del Nord                                                      | Qual. Mondiali 1982                                                   | -                                                                     |                                                                       |
| 24-6-1981                                                             | Solna                                                                 | Svezia                                                                | 3 – 0                                                                 | Portogallo                                                            | Qual. Mondiali 1982                                                   | -                                                                     |                                                                       |
| 29-7-1981                                                             | Halmstad                                                              | Svezia                                                                | 1 – 0                                                                 | Finlandia                                                             | Nordisk Mesterskap 1981-1985                                          | -                                                                     |                                                                       |
| 12-8-1981                                                             | Rimnersvallen                                                         | Svezia                                                                | 1 – 0                                                                 | Bulgaria                                                              | Amichevole                                                            | -                                                                     |                                                                       |
| 9-9-1981                                                              | Glasgow                                                               | Scozia                                                                | 2 – 0                                                                 | Svezia                                                                | Qual. Mondiali 1982                                                   | -2                                                                    |                                                                       |
| 23-9-1981                                                             | Salonicco                                                             | Grecia                                                                | 2 – 1                                                                 | Svezia                                                                | Amichevole                                                            | -2                                                                    |                                                                       |
| 14-10-1981                                                            | Lisbona                                                               | Portogallo                                                            | 1 – 2                                                                 | Svezia                                                                | Qual. Mondiali 1982                                                   | -1                                                                    |                                                                       |
| 28-10-1981                                                            | Riyadh                                                                | Arabia Saudita                                                        | 1 – 2                                                                 | Svezia                                                                | Amichevole                                                            | -1                                                                    |                                                                       |
| 21-2-1982                                                             | Lahti                                                                 | Finlandia                                                             | 2 – 1                                                                 | Svezia                                                                | Amichevole                                                            | -2                                                                    |                                                                       |
| 5-5-1982                                                              | Copenaghen                                                            | Danimarca                                                             | 1 – 1                                                                 | Svezia                                                                | Nordisk Mesterskap 1981-1985                                          | -1                                                                    |                                                                       |
| 19-5-1982                                                             | Halmstad                                                              | Svezia                                                                | 2 – 2                                                                 | Germania Est                                                          | Amichevole                                                            | -2                                                                    |                                                                       |
| 3-6-1982                                                              | Stoccolma                                                             | Svezia                                                                | 1 – 1                                                                 | Unione Sovietica                                                      | Amichevole                                                            | -1                                                                    |                                                                       |
| 8-9-1982                                                              | Glasgow                                                               | Romania                                                               | 2 – 0                                                                 | Svezia                                                                | Qual. Euro 1984                                                       | -2                                                                    |                                                                       |
| 6-10-1982                                                             | Bratislava                                                            | Cecoslovacchia                                                        | 2 – 2                                                                 | Svezia                                                                | Qual. Euro 1984                                                       | -2                                                                    |                                                                       |
| 13-11-1982                                                            | Nicosia                                                               | Cipro                                                                 | 0 – 1                                                                 | Svezia                                                                | Qual. Euro 1984                                                       | -                                                                     |                                                                       |
| 27-4-1983                                                             | Utrecht                                                               | Paesi Bassi                                                           | 0 – 3                                                                 | Svezia                                                                | Amichevole                                                            | -                                                                     |                                                                       |
| 15-5-1983                                                             | Malmö                                                                 | Svezia                                                                | 5 – 0                                                                 | Cipro                                                                 | Qual. Euro 1984                                                       | -                                                                     |                                                                       |
| 29-5-1983                                                             | Göteborg                                                              | Svezia                                                                | 2 – 0                                                                 | Italia                                                                | Qual. Euro 1984                                                       | -                                                                     |                                                                       |
| 9-6-1983                                                              | Solna                                                                 | Svezia                                                                | 0 – 1                                                                 | Romania                                                               | Qual. Euro 1984                                                       | -1                                                                    |                                                                       |
| 22-6-1983                                                             | Göteborg                                                              | Svezia                                                                | 3 – 3                                                                 | Brasile                                                               | Amichevole                                                            | -3                                                                    |                                                                       |
| 7-9-1983                                                              | Helsinki                                                              | Finlandia                                                             | 0 – 3                                                                 | Svezia                                                                | Nordisk Mesterskap 1981-1985                                          | -                                                                     |                                                                       |
| 21-9-1983                                                             | Solna                                                                 | Svezia                                                                | 1 – 0                                                                 | Cecoslovacchia                                                        | Qual. Euro 1984                                                       | -                                                                     |                                                                       |
| 15-10-1983                                                            | Napoli                                                                | Italia                                                                | 0 – 3                                                                 | Svezia                                                                | Qual. Euro 1984                                                       | -                                                                     |                                                                       |
| 16-11-1983                                                            | Port of Spain                                                         | Trinidad e Tobago                                                     | 0 – 5                                                                 | Svezia                                                                | Amichevole                                                            | -                                                                     |                                                                       |
| 22-11-1983                                                            | Morelia                                                               | Messico                                                               | 2 – 0                                                                 | Svezia                                                                | Amichevole                                                            | -1                                                                    | 87’                                                                   |
| 23-2-1984                                                             | Jönköping                                                             | Svezia                                                                | 4 – 0                                                                 | Stati Uniti                                                           | Amichevole                                                            | -                                                                     |                                                                       |
| 2-5-1984                                                              | Berna                                                                 | Svizzera                                                              | 0 – 0                                                                 | Svezia                                                                | Amichevole                                                            | -                                                                     |                                                                       |
| 23-5-1984                                                             | Norrköping                                                            | Svezia                                                                | 4 – 0                                                                 | Malta                                                                 | Qual. Mondiali 1986                                                   | -                                                                     |                                                                       |
| 22-8-1984                                                             | Malmö                                                                 | Svezia                                                                | 1 – 1                                                                 | Messico                                                               | Amichevole                                                            | -1                                                                    |                                                                       |
| 17-10-1984                                                            | Colonia                                                               | Germania Ovest                                                        | 2 – 0                                                                 | Svezia                                                                | Qual. Mondiali 1986                                                   | -2                                                                    | 1’                                                                    |
| 14-11-1984                                                            | Lisbona                                                               | Portogallo                                                            | 1 – 3                                                                 | Svezia                                                                | Amichevole                                                            | -1                                                                    |                                                                       |
| 1-5-1985                                                              | Ramat Gan                                                             | Israele                                                               | 1 – 1                                                                 | Svezia                                                                | Amichevole                                                            | -1                                                                    |                                                                       |
| 22-5-1985                                                             | Göteborg                                                              | Svezia                                                                | 1 – 0                                                                 | Norvegia                                                              | Nordisk Mesterskap 1981-1985                                          | -                                                                     | 11’                                                                   |
| 5-6-1985                                                              | Solna                                                                 | Svezia                                                                | 2 – 0                                                                 | Cecoslovacchia                                                        | Qual. Mondiali 1986                                                   | -                                                                     |                                                                       |
| 11-9-1985                                                             | Copenaghen                                                            | Danimarca                                                             | 0 – 3                                                                 | Svezia                                                                | Amichevole                                                            | -                                                                     |                                                                       |
| 25-9-1985                                                             | Stoccolma                                                             | Svezia                                                                | 2 – 2                                                                 | Germania Ovest                                                        | Qual. Mondiali 1986                                                   | -2                                                                    |                                                                       |
| 16-10-1985                                                            | Praga                                                                 | Cecoslovacchia                                                        | 2 – 1                                                                 | Svezia                                                                | Qual. Mondiali 1986                                                   | -2                                                                    |                                                                       |
| 1-5-1986                                                              | Malmö                                                                 | Svezia                                                                | 0 – 0                                                                 | Grecia                                                                | Amichevole                                                            | -                                                                     |                                                                       |
| 14-5-1986                                                             | Salisburgo                                                            | Austria                                                               | 1 – 0                                                                 | Svezia                                                                | Amichevole                                                            | -1                                                                    |                                                                       |
| 6-8-1986                                                              | Helsinki                                                              | Finlandia                                                             | 1 – 3                                                                 | Svezia                                                                | Amichevole                                                            | -1                                                                    |                                                                       |
| 20-8-1986                                                             | Göteborg                                                              | Svezia                                                                | 0 – 0                                                                 | Unione Sovietica                                                      | Amichevole                                                            | -                                                                     |                                                                       |
| 18-4-1987                                                             | Tbilisi                                                               | Unione Sovietica                                                      | 1 – 3                                                                 | Svezia                                                                | Amichevole                                                            | -1                                                                    | cap.                                                                  |
| 24-5-1987                                                             | Göteborg                                                              | Svezia                                                                | 1 – 0                                                                 | Malta                                                                 | Qual. Euro 1988                                                       | -                                                                     |                                                                       |
| 3-6-1987                                                              | Stoccolma                                                             | Svezia                                                                | 1 – 0                                                                 | Italia                                                                | Qual. Euro 1988                                                       | -                                                                     |                                                                       |
| 17-6-1987                                                             | Losanna                                                               | Svizzera                                                              | 1 – 1                                                                 | Svezia                                                                | Qual. Euro 1988                                                       | -1                                                                    |                                                                       |
| 12-8-1987                                                             | Oslo                                                                  | Norvegia                                                              | 0 – 0                                                                 | Svezia                                                                | Amichevole                                                            | -                                                                     | 15’                                                                   |
| 26-8-1987                                                             | Solna                                                                 | Svezia                                                                | 1 – 0                                                                 | Danimarca                                                             | Amichevole                                                            | -                                                                     |                                                                       |
| 23-9-1987                                                             | Solna                                                                 | Svezia                                                                | 0 – 1                                                                 | Portogallo                                                            | Qual. Euro 1988                                                       | -                                                                     |                                                                       |
| 14-10-1987                                                            | Gelsenkirchen                                                         | Germania Ovest                                                        | 1 – 1                                                                 | Svezia                                                                | Amichevole                                                            | -1                                                                    |                                                                       |
| 14-11-1987                                                            | Napoli                                                                | Italia                                                                | 2 – 1                                                                 | Svezia                                                                | Qual. Euro 1988                                                       | -2                                                                    |                                                                       |
| 15-1-1988                                                             | Maspalomas                                                            | Finlandia                                                             | 1 – 4                                                                 | Svezia                                                                | Amichevole                                                            | -1                                                                    |                                                                       |
| 2-4-1988                                                              | Berlino Ovest                                                         | Svezia                                                                | 2 – 0                                                                 | Unione Sovietica                                                      | Amichevole                                                            | -                                                                     |                                                                       |
| 27-4-1988                                                             | Solna                                                                 | Svezia                                                                | 4 – 1                                                                 | Galles                                                                | Amichevole                                                            | -1                                                                    |                                                                       |
| 1-6-1988                                                              | Salamanca                                                             | Spagna                                                                | 1 – 3                                                                 | Svezia                                                                | Amichevole                                                            | -1                                                                    |                                                                       |
| 31-8-1988                                                             | Solna                                                                 | Svezia                                                                | 1 – 2                                                                 | Danimarca                                                             | Amichevole                                                            | -2                                                                    |                                                                       |
| 12-10-1988                                                            | Göteborg                                                              | Svezia                                                                | 0 – 0                                                                 | Portogallo                                                            | Amichevole                                                            | -                                                                     |                                                                       |
| 19-10-1988                                                            | Londra                                                                | Inghilterra                                                           | 0 – 0                                                                 | Svezia                                                                | Qual. Mondiali 1990                                                   | -                                                                     |                                                                       |
| 5-11-1988                                                             | Tirana                                                                | Albania                                                               | 1 – 2                                                                 | Svezia                                                                | Qual. Mondiali 1990                                                   | -1                                                                    |                                                                       |
| 26-4-1989                                                             | Wrexham                                                               | Galles                                                                | 0 – 2                                                                 | Svezia                                                                | Amichevole                                                            | -                                                                     |                                                                       |
| 7-5-1989                                                              | Solna                                                                 | Svezia                                                                | 2 – 1                                                                 | Polonia                                                               | Qual. Mondiali 1990                                                   | -1                                                                    |                                                                       |
| 31-5-1989                                                             | Örebro                                                                | Svezia                                                                | 2 – 0                                                                 | Algeria                                                               | Amichevole                                                            | -                                                                     |                                                                       |
| 16-6-1989                                                             | Copenaghen                                                            | Brasile                                                               | 1 – 2                                                                 | Svezia                                                                | Amichevole                                                            | -1                                                                    |                                                                       |
| 16-8-1989                                                             | Malmö                                                                 | Svezia                                                                | 2 – 4                                                                 | Francia                                                               | Amichevole                                                            | -4                                                                    |                                                                       |
| 6-9-1989                                                              | Solna                                                                 | Svezia                                                                | 0 – 0                                                                 | Inghilterra                                                           | Qual. Mondiali 1990                                                   | -                                                                     |                                                                       |
| 8-10-1989                                                             | Solna                                                                 | Svezia                                                                | 3 – 1                                                                 | Albania                                                               | Qual. Mondiali 1990                                                   | -1                                                                    |                                                                       |
| 25-10-1989                                                            | Chorzów                                                               | Polonia                                                               | 0 – 2                                                                 | Svezia                                                                | Qual. Mondiali 1990                                                   | -                                                                     |                                                                       |
| 21-2-1990                                                             | Bruxelles                                                             | Belgio                                                                | 0 – 0                                                                 | Svezia                                                                | Amichevole                                                            | -                                                                     |                                                                       |
| 11-4-1990                                                             | Algeri                                                                | Algeria                                                               | 1 – 1                                                                 | Svezia                                                                | Amichevole                                                            | -1                                                                    |                                                                       |
| 25-4-1990                                                             | Stoccolma                                                             | Svezia                                                                | 4 – 2                                                                 | Galles                                                                | Amichevole                                                            | -2                                                                    |                                                                       |
| 27-5-1990                                                             | Solna                                                                 | Svezia                                                                | 6 – 0                                                                 | Finlandia                                                             | Amichevole                                                            | -                                                                     |                                                                       |
| 10-6-1990                                                             | Torino                                                                | Brasile                                                               | 2 – 1                                                                 | Svezia                                                                | Mondiali 1990 - 1º turno                                              | -2                                                                    |                                                                       |
| 16-6-1990                                                             | Genova                                                                | Svezia                                                                | 1 – 2                                                                 | Scozia                                                                | Mondiali 1990 - 1º turno                                              | -2                                                                    |                                                                       |
| 20-6-1990                                                             | Genova                                                                | Svezia                                                                | 1 – 2                                                                 | Costa Rica                                                            | Mondiali 1990 - 1º turno                                              | -2                                                                    |                                                                       |
| 22-8-1990                                                             | Stavanger                                                             | Norvegia                                                              | 1 – 2                                                                 | Svezia                                                                | Amichevole                                                            | -1                                                                    | cap.                                                                  |
| 26-9-1990                                                             | Solna                                                                 | Svezia                                                                | 2 – 0                                                                 | Bulgaria                                                              | Amichevole                                                            | -                                                                     | cap.                                                                  |
| 10-10-1990                                                            | Stoccolma                                                             | Svezia                                                                | 1 – 3                                                                 | Germania Ovest                                                        | Amichevole                                                            | -3                                                                    |                                                                       |
| 17-4-1991                                                             | Nea Filadelfeia                                                       | Grecia                                                                | 2 – 2                                                                 | Svezia                                                                | Amichevole                                                            | -2                                                                    | cap.                                                                  |
| 13-6-1991                                                             | Göteborg                                                              | Svezia                                                                | 2 – 3 dts                                                             | Unione Sovietica                                                      | Torneo Scania 100                                                     | -3                                                                    |                                                                       |
| 15-6-1991                                                             | Malmö                                                                 | Svezia                                                                | 4 – 0                                                                 | Danimarca                                                             | Torneo Scania 100                                                     | -                                                                     |                                                                       |
| 8-8-1991                                                              | Oslo                                                                  | Norvegia                                                              | 1 – 2                                                                 | Svezia                                                                | Amichevole                                                            | -2                                                                    |                                                                       |
| 21-8-1991                                                             | Gdynia                                                                | Polonia                                                               | 2 – 1                                                                 | Svezia                                                                | Amichevole                                                            | -2                                                                    |                                                                       |
| 4-9-1991                                                              | Stoccolma                                                             | Svezia                                                                | 4 – 3                                                                 | Jugoslavia                                                            | Amichevole                                                            | -3                                                                    |                                                                       |
| 9-10-1991                                                             | Lucerna                                                               | Svizzera                                                              | 3 – 1                                                                 | Svezia                                                                | Amichevole                                                            | -3                                                                    |                                                                       |
| 22-4-1992                                                             | Tunisi                                                                | Tunisia                                                               | 0 – 1                                                                 | Svezia                                                                | Amichevole                                                            | -                                                                     |                                                                       |
| 7-5-1992                                                              | Stoccolma                                                             | Svezia                                                                | 5 – 0                                                                 | Polonia                                                               | Amichevole                                                            | -                                                                     |                                                                       |
| 27-5-1992                                                             | Stoccolma                                                             | Svezia                                                                | 2 – 1                                                                 | Ungheria                                                              | Amichevole                                                            | -1                                                                    |                                                                       |
| 10-6-1992                                                             | Stoccolma                                                             | Svezia                                                                | 1 – 1                                                                 | Francia                                                               | Euro 1992 - 1º turno                                                  | -1                                                                    |                                                                       |
| 14-6-1992                                                             | Solna                                                                 | Svezia                                                                | 1 – 0                                                                 | Danimarca                                                             | Euro 1992 - 1º turno                                                  | -                                                                     |                                                                       |
| 17-6-1992                                                             | Solna                                                                 | Svezia                                                                | 2 – 1                                                                 | Inghilterra                                                           | Euro 1992 - 1º turno                                                  | -1                                                                    |                                                                       |
| 21-6-1992                                                             | Stoccolma                                                             | Svezia                                                                | 2 – 3                                                                 | Germania                                                              | Euro 1992 - Semifinale                                                | -2                                                                    |                                                                       |
| 26-8-1992                                                             | Oslo                                                                  | Norvegia                                                              | 2 – 2                                                                 | Svezia                                                                | Amichevole                                                            | -2                                                                    |                                                                       |
| 9-9-1992                                                              | Helsinki                                                              | Finlandia                                                             | 0 – 1                                                                 | Svezia                                                                | Qual. Mondiali 1994                                                   | -                                                                     | 58’                                                                   |
| 11-11-1992                                                            | Ramat Gan                                                             | Israele                                                               | 1 – 3                                                                 | Svezia                                                                | Qual. Mondiali 1994                                                   | -1                                                                    |                                                                       |
| 15-4-1993                                                             | Budapest                                                              | Ungheria                                                              | 0 – 2                                                                 | Svezia                                                                | Amichevole                                                            | -                                                                     |                                                                       |
| 28-4-1993                                                             | Parigi                                                                | Francia                                                               | 2 – 1                                                                 | Svezia                                                                | Qual. Mondiali 1994                                                   | -2                                                                    |                                                                       |
| 19-5-1993                                                             | Stoccolma                                                             | Svezia                                                                | 1 – 0                                                                 | Austria                                                               | Qual. Mondiali 1994                                                   | -                                                                     |                                                                       |
| 2-6-1993                                                              | Stoccolma                                                             | Svezia                                                                | 5 – 0                                                                 | Israele                                                               | Qual. Mondiali 1994                                                   | -                                                                     |                                                                       |
| 11-8-1993                                                             | Borås                                                                 | Svezia                                                                | 1 – 2                                                                 | Svizzera                                                              | Amichevole                                                            | -1                                                                    | 46’                                                                   |
| 22-8-1993                                                             | Solna                                                                 | Svezia                                                                | 1 – 1                                                                 | Francia                                                               | Qual. Mondiali 1994                                                   | -1                                                                    |                                                                       |
| 8-9-1993                                                              | Sofia                                                                 | Bulgaria                                                              | 1 – 1                                                                 | Svezia                                                                | Qual. Mondiali 1994                                                   | -1                                                                    | 70’                                                                   |
| 13-10-1993                                                            | Solna                                                                 | Svezia                                                                | 3 – 2                                                                 | Finlandia                                                             | Qual. Mondiali 1994                                                   | -2                                                                    |                                                                       |
| 10-11-1993                                                            | Vienna                                                                | Austria                                                               | 1 – 1                                                                 | Svezia                                                                | Qual. Mondiali 1994                                                   | -1                                                                    |                                                                       |
| 18-2-1994                                                             | Miami                                                                 | Colombia                                                              | 0 – 0                                                                 | Svezia                                                                | Joe Robbie Cup                                                        | -                                                                     |                                                                       |
| 24-2-1994                                                             | Fresno                                                                | Messico                                                               | 2 – 1                                                                 | Svezia                                                                | Amichevole                                                            | -2                                                                    |                                                                       |
| 20-4-1994                                                             | Wrexham                                                               | Galles                                                                | 0 – 2                                                                 | Svezia                                                                | Amichevole                                                            | -                                                                     |                                                                       |
| 26-5-1994                                                             | Copenaghen                                                            | Danimarca                                                             | 1 – 0                                                                 | Svezia                                                                | Amichevole                                                            | -1                                                                    |                                                                       |
| 5-6-1994                                                              | Stoccolma                                                             | Svezia                                                                | 2 – 0                                                                 | Norvegia                                                              | Amichevole                                                            | -                                                                     |                                                                       |
| 12-6-1994                                                             | Mission Viejo                                                         | Romania                                                               | 1 – 1                                                                 | Svezia                                                                | Amichevole                                                            | -                                                                     | 46’                                                                   |
| 19-6-1994                                                             | Pasadena                                                              | Camerun                                                               | 2 – 2                                                                 | Svezia                                                                | Mondiali 1994 - 1º turno                                              | -2                                                                    |                                                                       |
| 24-6-1994                                                             | Detroit                                                               | Svezia                                                                | 3 – 1                                                                 | Russia                                                                | Mondiali 1994 - 1º turno                                              | -1                                                                    | 52’                                                                   |
| 28-6-1994                                                             | Detroit                                                               | Brasile                                                               | 1 – 1                                                                 | Svezia                                                                | Mondiali 1994 - 1º turno                                              | -1                                                                    | 77’                                                                   |
| 3-7-1994                                                              | Dallas                                                                | Arabia Saudita                                                        | 1 – 3                                                                 | Svezia                                                                | Mondiali 1994 - Ottavi di finale                                      | -1                                                                    |                                                                       |
| 10-7-1994                                                             | Palo Alto                                                             | Romania                                                               | 2 – 2 dts (4 – 5 dtr)                                                 | Svezia                                                                | Mondiali 1994 - Quarti di finale                                      | -2                                                                    |                                                                       |
| 13-7-1994                                                             | Pasadena                                                              | Svezia                                                                | 0 – 1                                                                 | Brasile                                                               | Mondiali 1994 - Semifinale                                            | -                                                                     |                                                                       |
| 16-7-1994                                                             | Pasadena                                                              | Svezia                                                                | 4 – 0                                                                 | Bulgaria                                                              | Mondiali 1994 - Finale 3º posto                                       | -                                                                     |                                                                       |
| 17-8-1994                                                             | Stoccolma                                                             | Svezia                                                                | 4 – 2                                                                 | Lituania                                                              | Amichevole                                                            | -                                                                     | 46’                                                                   |
| 7-9-1994                                                              | Reykjavík                                                             | Islanda                                                               | 0 – 1                                                                 | Svezia                                                                | Qual. Euro 1996                                                       | -                                                                     |                                                                       |
| 12-10-1994                                                            | Berna                                                                 | Svizzera                                                              | 4 – 2                                                                 | Svezia                                                                | Qual. Euro 1996                                                       | -4                                                                    |                                                                       |
| 16-11-1994                                                            | Stoccolma                                                             | Svezia                                                                | 2 – 0                                                                 | Ungheria                                                              | Qual. Euro 1996                                                       | -                                                                     |                                                                       |
| 8-3-1995                                                              | Limassol                                                              | Cipro                                                                 | 3 – 3                                                                 | Svezia                                                                | Amichevole                                                            | -2                                                                    | 46’                                                                   |
| 26-4-1995                                                             | Budapest                                                              | Ungheria                                                              | 1 – 0                                                                 | Svezia                                                                | Qual. Euro 1996                                                       | -1                                                                    |                                                                       |
| 1-6-1995                                                              | Malmö                                                                 | Svezia                                                                | 1 – 1                                                                 | Islanda                                                               | Qual. Euro 1996                                                       | -1                                                                    |                                                                       |
| 8-6-1995                                                              | Leeds                                                                 | Inghilterra                                                           | 3 – 3                                                                 | Svezia                                                                | Umbro Cup                                                             | -3                                                                    | cap.                                                                  |
| 10-6-1995                                                             | Nottingham                                                            | Giappone                                                              | 2 – 2                                                                 | Svezia                                                                | Umbro Cup                                                             | -2                                                                    | cap.                                                                  |
| 15-11-1995                                                            | Solna                                                                 | Svezia                                                                | 2 – 2                                                                 | Turchia                                                               | Qual. Euro 1996                                                       | -2                                                                    |                                                                       |
| 22-2-1996                                                             | Hong Kong                                                             | Giappone                                                              | 1 – 1 dts (4 – 5 dtr)                                                 | Svezia                                                                | Carlsberg Cup 1996                                                    | -1                                                                    |                                                                       |
| 28-2-1996                                                             | Sydney                                                                | Australia                                                             | 0 – 0                                                                 | Svezia                                                                | Amichevole                                                            | -                                                                     |                                                                       |
| 14-8-1996                                                             | Göteborg                                                              | Svezia                                                                | 0 – 1                                                                 | Danimarca                                                             | Amichevole                                                            | -                                                                     | 46’                                                                   |
| 9-10-1996                                                             | Solna                                                                 | Svezia                                                                | 0 – 1                                                                 | Austria                                                               | Qual. Mondiali 1998                                                   | -1                                                                    |                                                                       |
| 10-11-1996                                                            | Glasgow                                                               | Scozia                                                                | 1 – 0                                                                 | Svezia                                                                | Qual. Mondiali 1998                                                   | -1                                                                    |                                                                       |
| 11-2-1997                                                             | Bangkok                                                               | Thailandia                                                            | 0 – 0                                                                 | Svezia                                                                | King's Cup 1997                                                       | -                                                                     |                                                                       |
| 16-2-1997                                                             | Bangkok                                                               | Thailandia                                                            | 1 – 3                                                                 | Svezia                                                                | King's Cup 1997                                                       | -1                                                                    |                                                                       |
| 12-3-1997                                                             | Ramat Gan                                                             | Israele                                                               | 0 – 1                                                                 | Svezia                                                                | Amichevole                                                            | -                                                                     | 46’                                                                   |
| 2-4-1997                                                              | Parigi                                                                | Francia                                                               | 1 – 0                                                                 | Svezia                                                                | Amichevole                                                            | -1                                                                    |                                                                       |
| 30-4-1997                                                             | Göteborg                                                              | Svezia                                                                | 2 – 1                                                                 | Scozia                                                                | Qual. Mondiali 1998                                                   | -1                                                                    |                                                                       |
| 6-8-1997                                                              | Malmö                                                                 | Svezia                                                                | 1 – 0                                                                 | Lituania                                                              | Amichevole                                                            | -                                                                     |                                                                       |
| 20-8-1997                                                             | Minsk                                                                 | Bielorussia                                                           | 1 – 2                                                                 | Svezia                                                                | Qual. Mondiali 1998                                                   | -1                                                                    |                                                                       |
| 6-9-1997                                                              | Vienna                                                                | Austria                                                               | 1 – 0                                                                 | Svezia                                                                | Qual. Mondiali 1998                                                   | -1                                                                    |                                                                       |
| 10-9-1997                                                             | Stoccolma                                                             | Svezia                                                                | 1 – 0                                                                 | Lettonia                                                              | Qual. Mondiali 1998                                                   | -                                                                     |                                                                       |
| 11-10-1997                                                            | Solna                                                                 | Svezia                                                                | 1 – 0                                                                 | Estonia                                                               | Qual. Mondiali 1998                                                   | -                                                                     | Ammonizione                                                           |
| Totale                                                                |                                                                       | Presenze (2º posto)                                                   | 143                                                                   |                                                                       | Reti                                                                  | -130                                                                  |                                                                       |

## Palmarès

### Club
- Campionato svedese: 8

Öster: 1980, 1981
IFK Göteborg: 1990, 1991, 1993, 1994, 1995, 1996
- Coppa di Svezia: 1

IFK Göteborg: 1991

### Individuale
- Calciatore svedese dell'anno: 1

1981